# Mike Burkart
Mike Burkart, född 1963, är en svensk ekonom och professor i finansiell ekonomi vid Handelshögskolan i Stockholm.
Mike Burkart innehar sedan 2004 Gösta Olsons professur i finansiell ekonomi vid Handelshögskolan i Stockholm.